# Thera comitabilis
Thera comitabilis är en fjärilsart som beskrevs av Louis Beethoven Prout 1923. Thera comitabilis ingår i släktet Thera och familjen mätare. Inga underarter finns listade i Catalogue of Life.